# 高屋町 (広島県)
高屋町（たかやちょう）は、かつて広島県賀茂郡に存在した町である。
国立広島大学の移転問題を契機に西条盆地にある4つの町の合併問題が浮上し、1974年4月20日に賀茂郡の西条・志和・八本松各町とともに合併（新設合併）して東広島市に移行したことに伴い消滅した。

## 沿革
- 1889年4月1日 - 市町村制施行。高屋町域には当時、賀茂郡に属していた造賀・西高屋・東高屋各村と豊田郡に属していた小谷・戸野両村が存在した。
- 1950年6月10日 - 賀茂郡造賀村が豊田郡戸野村造賀を編入する。

※豊田郡造賀村の残部は1955年3月31日に豊田郡河内町（1956年4月1日に賀茂郡に所属郡が移った後2005年2月7日に東広島市に編入）に移行して消滅。
- 1954年3月31日 - 西高屋・東高屋両村が合併（新設合併）して高屋村が成立する。
- 1955年3月31日 - 高屋村が豊田郡小谷村を編入した上で町制施行して高屋町になる。
- 1958年1月1日 - 賀茂郡造賀村を編入する。
- 1974年4月20日 - 賀茂郡の西条・志和・八本松各町とともに合併（新設合併）して東広島市に移行したことに伴い消滅する。

## 地理
- 河川
  - 入野川…沼田川（ぬたがわ）支流。

- 山
  - 大谷山（653m）
  - 鷹巣山（534m）
  - 岩谷山（505.4m）
  - 頭崎山（504.3m）
  - 馬ヶ背（455.9m）
  - 大久保山（455.7m）
  - 畠山（404.0m）

## 名所・旧跡
- 木原家住宅…重要文化財。

## 大字
- 稲木（いなき）
- 大畠（おおばたけ）
- 杵原（きねはら）
- 郷（ごう）
- 小谷（こだに）
- 貞重（さだしげ）
- 重兼（しげかね）
- 白市（しらいち）
- 造賀（ぞうか）
- 高屋東（たかやひがし）
- 高屋堀（たかやほり）
- 中島（なかしま）
- 檜山（ひやま）
- 溝口（みぞくち）
- 宮領（みやりょう）

## 交通（1974年4月19日当時のデータ）

### 鉄道
- 国鉄山陽本線が通っていて、町内には以下の施設がある。
  - 白市駅
  - 西高屋駅

### 道路
- 国道
  - 国道375号

- 主要地方道
  - 広島県道32号西条豊栄線…現：国道375号

- 一般県道
  - 広島県道194号西高屋停車場線
  - 広島県道348号小田白市線
  - 広島県道349号入野檜山線…現：広島県道59号東広島本郷忠海線
  - 広島県道350号造賀八本松線
  - 広島県道351号造賀田万里線

## 教育（1974年4月19日当時のデータ）
- 小学校
  - 高屋町立小谷小学校
  - 高屋町立造賀小学校
  - 高屋町立高屋西小学校
  - 高屋町立高屋東小学校

- 中学校
  - 高屋町立高屋中学校